# 門南蓋伊火山
門南蓋伊火山（英語：Menengai Crater）是東非國家肯雅的火山，位於該國東部的東非大裂谷:911，距離全國第三大城市納庫魯10公里，海拔高度2,278米，擁有全球其中一個最大型的破火山口。